# Schulflugzeug

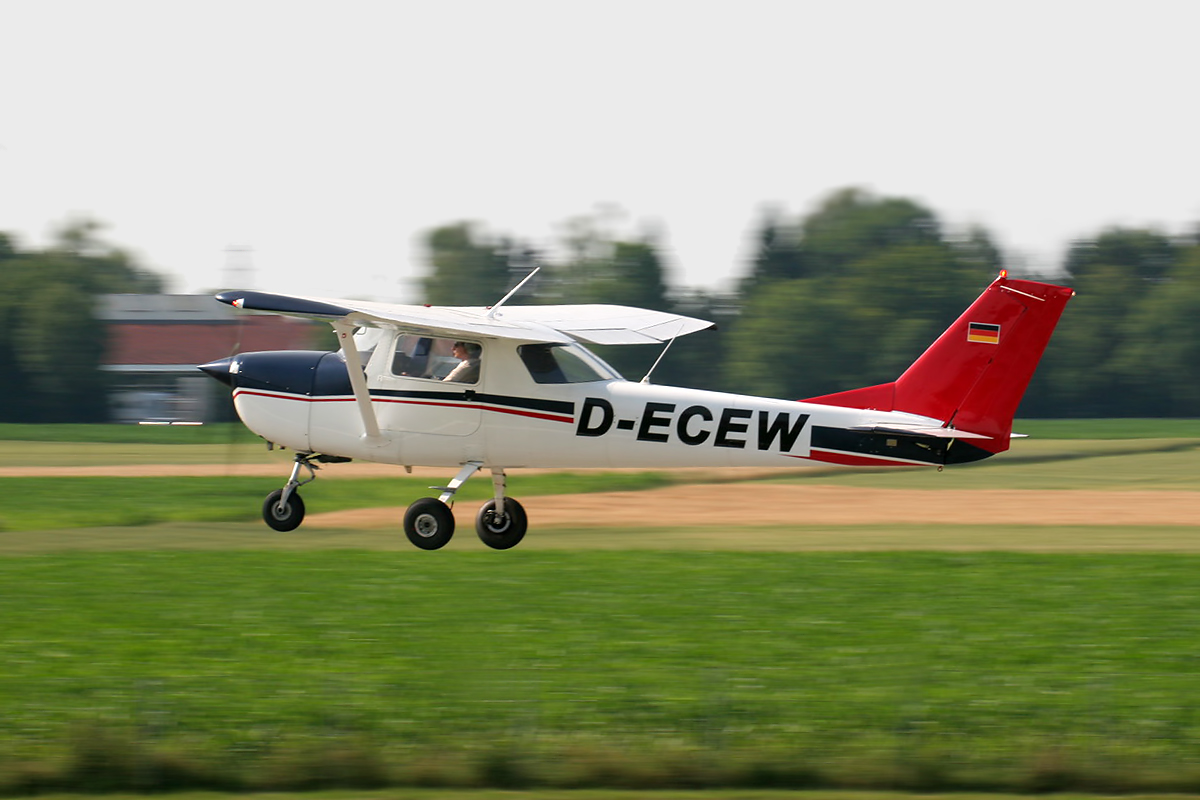
Cessna 150 – eines der verbreitetsten Anfänger-Schulflugzeuge (Augsburg 2013)

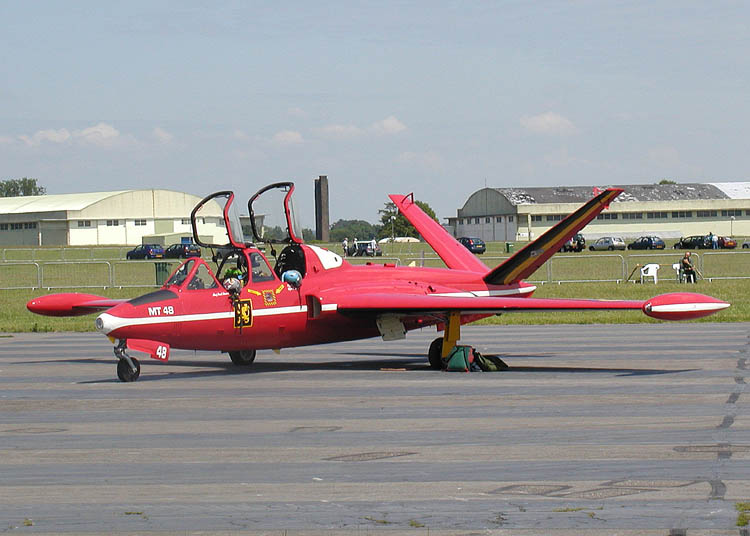
Fouga Magister – ein Strahltrainer, das zweite speziell auf diesen Einsatzzweck zugeschnittene strahlgetriebene Schulflugzeug der Welt

Ein Schulflugzeug oder Übungsflugzeug ist ein Flugzeug, das speziell für die Ausbildung von Piloten konzipiert wurde oder bei dessen Konstruktion auch der Ausbildungszweck gezielt mit eingeplant wurde.
Bei einem Anfängerschulflugzeug handelt es sich meist um ein besonders leicht zu fliegendes einmotoriges Flugzeug, wie zum Beispiel die Cessna 150/152 oder Cessna 172. Mit ihm werden die Manöver der allgemeinen Luftfahrt geübt.
Höchste Anforderungen werden an ein Kampfschulflugzeug gestellt. Moderne Kampfschulflugzeuge, zum Beispiel die Pilatus PC-9 oder die Embraer EMB 312, verfügen nicht nur über leistungsfähige Turbinentriebwerke und hervorragende Flugeigenschaften, sondern sind auch in der Lage, eine breite Palette von Waffensystemen von Kampfflugzeugen zu simulieren und, je nach Konfiguration, Waffen mitzuführen und einzusetzen.
Schulflugzeuge sind normalerweise mindestens zweisitzig ausgelegt, damit der Fluglehrer dem Flugschüler Aufgaben und Instruktionen erteilen kann. Zu Demonstrationszwecken oder bei einem Fehlverhalten des Schülers kann der Lehrer über ein Doppelsteuer die Steuerung des Flugzeuges übernehmen.